# Lijst van rijksmonumenten in Zalk
De plaats Zalk telt 8 inschrijvingen in het rijksmonumentenregister, hieronder een overzicht.
| Object                                                                       | Oorspronkelijke functie?  | Bouwjaar                                                            | Architect           | Locatie       | Coördinaten?                  | Nr.?   | Afbeelding        |
| ---------------------------------------------------------------------------- | ------------------------- | ------------------------------------------------------------------- | ------------------- | ------------- | ----------------------------- | ------ | ----------------- |
| Schultehuis                                                                  | Gerechtsgebouw            | mog. begin 16e eeuw 19e eeuw (bepleistering) 1974-'75 (restauratie) |                     | Kerkplein 7   | 52° 31' 12" NB, 6° 0' 36" OL  | 387540 | Meer afbeeldingen |
| De Valk                                                                      | Industrie- en poldermolen | 1860 1982 (rest.)                                                   |                     | Brinkweg 11   | 52° 31' 16" NB, 6° 0' 24" OL  | 39912  | Meer afbeeldingen |
| Sint-Nicolaaskerk, pastorie                                                  | Kerkelijke dienstwoning   | 1800-1950                                                           |                     | Kerkplein 20  | 52° 31' 10" NB, 6° 0' 35" OL  | 39913  | Meer afbeeldingen |
| Sint-Nicolaaskerk                                                            | Kerk en kerkonderdeel     | ca. 1400 (schip, koor) 1612 (herstel) 1931 (restauratie)            | M. Meijerink (1931) | Kerkplein 22  | 52° 31' 11" NB, 6° 0' 36" OL  | 39914  | Meer afbeeldingen |
| Sint-Nicolaaskerk, toren                                                     | Kerk en kerkonderdeel     | 1175-1200 (onderste drie geledingen) ca. 1300 (vierde geleding)     |                     | Kerkplein 22  | 52° 31' 11" NB, 6° 0' 35" OL  | 39915  | Meer afbeeldingen |
| Boerderij met dwars woongedeelte onder rieten schilddak met hoekschoorstenen | Boerderij                 |                                                                     |                     | Zalkerdijk 19 | 52° 30' 56" NB, 5° 58' 55" OL | 39916  | Meer afbeeldingen |
| Dijkboerderijtje onder met riet gedekt wolfdak                               | Boerderij                 | 1767                                                                |                     | Zalkerdijk 39 | 52° 31' 25" NB, 6° 0' 25" OL  | 39917  | Meer afbeeldingen |
| Terrein met aanleg en overblijfselen van de havezathe Buckhorst              | Archeologisch monument    | middeleeuwen                                                        |                     | Vinkensteeg   | 52° 30' 31" NB, 6° 1' 1" OL   | 46204  | Upload foto       |